# بلينة صخرية
بلينة صخرية (الاسم العلمي:Plinia rupestris) هي نوع من النباتات يتبع جنس البلينة من فصيلة الآسية.